# وریسیا

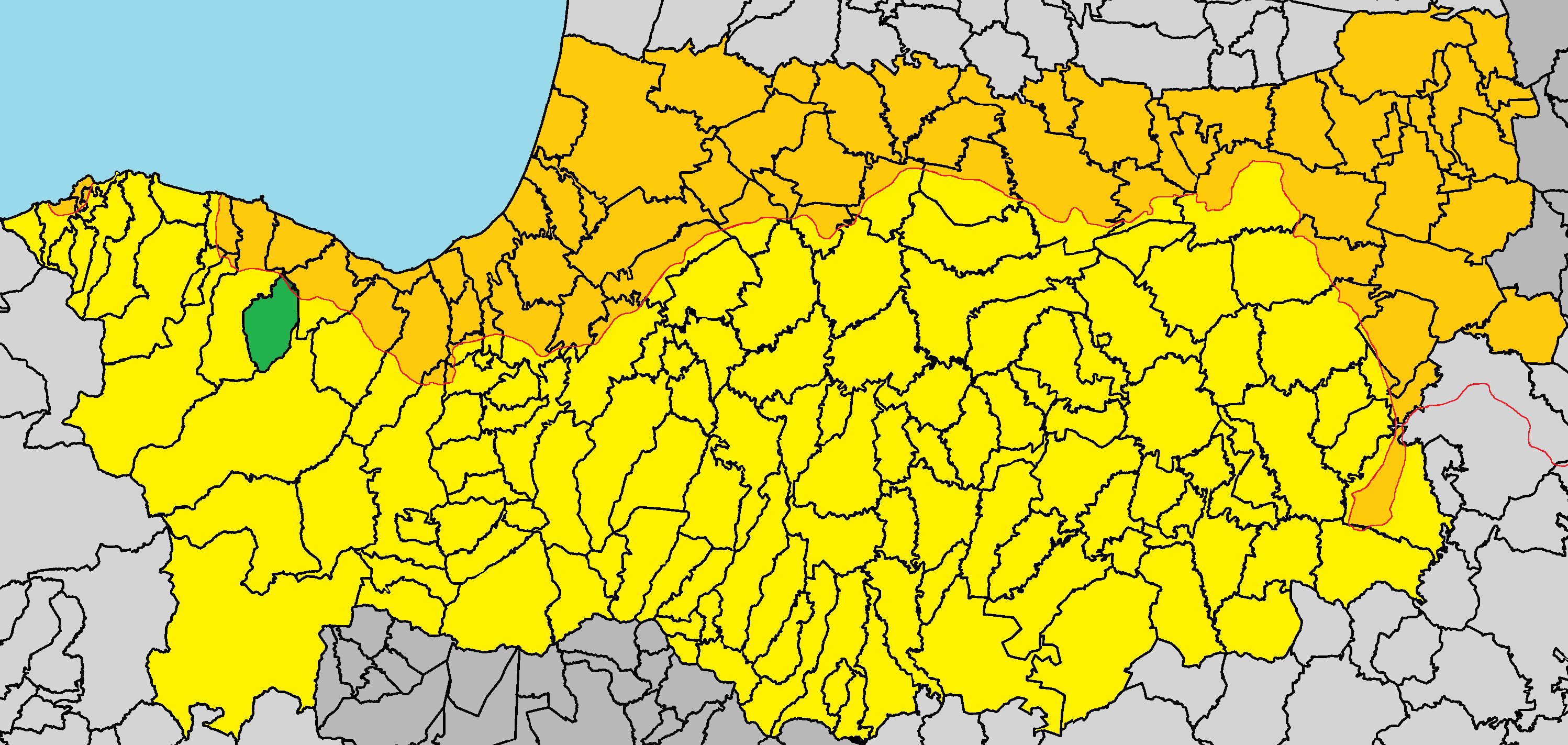
وریسیا (منطقه زرد رنگ)

وریسیا (به لاتین: Variseia) یک منطقهٔ مسکونی در قبرس است که در ناحیه نیکوزیا واقع شده‌است.

## خصوصیات
وریسیا ۰ نفر جمعیت دارد.